# Ellobium aurismidae
Ellobium aurismidae is een slakkensoort uit de familie Ellobiidae. De wetenschappelijke naam werd gepubliceerd in 1758 door Carl Linnaeus in de tiende editie van Systema naturae.